# Częściowa pokrywa lodowa
Częściowa pokrywa lodowa – pokrywa lodowa powstała wskutek rozwoju lodu brzegowego. Rozciąga się na całej szerokości rzeki, ale jest cienka i ma liczne miejsca niezamarznięte. Występowanie częściowej pokrywy lodowej kończy fazę zamarzania rzeki (obejmującą wpierw występowanie śryżu, lepy, lodu dennego i brzegowego) i poprzedza występowanie trwałej pokrywy lodowej.  